# Roberto Pinotti
Roberto Pinotti (Venezia, 12 settembre 1944) è un giornalista e ufologo italiano.

## Biografia
Ha conseguito la laurea in scienze politiche con una tesi in scienze sociologiche all'Istituto Cesare Alfieri dell'Università di Firenze e ha poi prestato servizio militare come ufficiale di complemento della 3ª Brigata missili "Aquileia" dell'Esercito Italiano a Portogruaro.
Appassionato di ufologia, fin dal 1960 si è interessato alla ricerca documentale sugli UFO e nelle sue opere afferma di essere convinto che gli extraterrestri ci facciano periodicamente visita. Sulla quarta di copertina del suo libro UFO: il fattore contatto, afferma che «La presenza di intelligenze extraterrestri che periodicamente visitano il nostro pianeta è ormai scientificamente provata». A tal proposito ha anche proposto una soluzione per il paradosso di Enrico Fermi («Se gli extraterrestri esistono, perché non sono già qui?»). L'ipotesi di Pinotti è che l'umanità potrebbe trovarsi in una sorta di riserva indiana nell'ambito di un accordo chiamato The Big Game (Il Grande Gioco), che sarebbe stato stipulato tra i governi della Terra e specie extraterrestri per rivelare la loro esistenza solo gradualmente. Pinotti ritiene che tale accordo possa essere spiegato con l'intento di prevenire l'anomia, che potrebbe derivare dalla rottura degli assunti del reale planetario, nonché dall'immediata caducità dei valori tradizionali.
Nel 1967 fondò anche una associazione, il Centro ufologico nazionale (CUN), di cui è stato più volte presidente e portavoce che pubblica una rivista sociale. In rappresentanza del CUN ha partecipato a numerosi programmi radiofonici e televisivi.
Possiede un vasto archivio sul fenomeno UFO. Ha svolto attività di pubblicista dal 1975, collaborando con diverse riviste con articoli di ufologia, scrivendo migliaia di articoli e 34 opere divulgative a carattere ufologico, alcune delle quali tradotte in altre lingue.
Gli è stato dedicato l'asteroide 12470 Pinotti, scoperto il 13 gennaio 1997 dall'astrofila Maura Tombelli del Gruppo Astrofili di Montelupo Fiorentino.
Nel 2000, durante un simposio ufologico a San Marino, ha annunciato di avere ricevuto da una fonte anonima materiale proveniente da presunti archivi fascisti sugli UFO, successivamente pubblicato, riguardanti un disco volante che si sarebbe schiantato nei pressi di Milano nel 1933. Ne sarebbe seguita un'indagine, condotta da un cosiddetto Gabinetto RS/33 (RS starebbe per "Ricerche Speciali"), autorizzato dallo stesso Benito Mussolini, guidato dal fisico Guglielmo Marconi. Nonostante la copertura dell'OVRA, nel 1941 i fascicoli dell'indagine sarebbero caduti nelle mani della Gestapo, per l'avvio di un analogo programma nazista da condurre in cooperazione con l'Ahnenerbe. L'astronave sarebbe stata nascosta in un hangar della Savoia-Marchetti a Vergiate (VA), ma non esiste alcuna prova della sua presenza, né di un suo supposto trasferimento nell'Area 51 (Nevada in USA). Non esistono prove documentate ma solo riferimenti di persone di ambiti militari e politici dell'epoca sull'esistenza del Gabinetto RS, la cui storicità nemmeno nel mondo ufologico è unanimemente accettata. Pinotti ha dedicato un libro all'argomento: Mussolini e gli UFO, scritto con Alfredo Lissoni.
Roberto Pinotti dal 2021 è presidente dell'ICER, International Coalition for Extraterrestrial Research.

## Opere
- Visitatori dallo spazio, Armenia, Milano 1973 e 1977
- UFO: la congiura del silenzio, Armenia, Milano 1974 e 1977
- UFO: missione uomo, Armenia, Milano 1976
- Intelligenze extraterrestri (con Maurizio Blondet), Olimpia, Firenze 1981 e Oscar Mondadori, Milano 1988
- Oltre la Terra (con Daniele Bedini). Oscar Mondadori, Milano 1989
- I fenomeni B.V.M.: le manifestazioni mariane in una nuova luce (con Corrado Malanga), Oscar Mondadori, Milano 1990
- UFO, visitatori da altrove, BUR Rizzoli, Milano 1990, riedizione ampliata Bompiani, Milano 1996 (tradotto e pubblicato all'estero in Germania)
- UFO: contatto cosmico, Mediterranee, Roma 1991, riedizione ampliata 1997
- Angeli, dèi, astronavi,Oscar Mondadori, Milano 1991
- UFO: scacchiere Italia, Oscar Mondadori, Milano 1992
- UFO: Top Secret, Bompiani, Milano 1995 (tradotto e pubblicato all'estero in Romania)
- BVM, Beata Vergine Maria (con Corrado Malanga), Oscar Mondadori, Milano 1995 (riedizione ampliata di I fenomeni B.V.M.: le manifestazioni mariane in una nuova luce)
- I continenti perduti, Oscar Mondadori, Milano 1995
- Profezie oltre il 2000, Oscar Mondadori, Milano 1996
- UFO Dossier X (Enciclopedia multimediale), Fratelli Fabbri, Milano 1997 e 2000 (tradotto e pubblicato all'estero in Spagna)
- Breve storia degli alieni, Bompiani, Milano 1998
- Oltre (con Maurizio Blondet), Olimpia, Firenze 2001
- Gli X-Files del nazifascismo – Mussolini e gli UFO (con Alfredo Lissoni), Idea Libri, Rimini 2001
- Atlantide (riedizione ampliata de I continenti perduti), Oscar Mondadori, Milano 2001
- I messaggeri del cielo (riedizione ampliata di Angeli, dèi, astronavi), Oscar Mondadori, Milano 2002
- Spazio: i segreti e gli inganni, Olimpia, Firenze 2002 (tradotto e pubblicato all'estero in Romania)
- Oggetti volanti non identificati (riedizione ampliata di UFO: scacchiere Italia), Oscar Mondadori, Milano 2003 e 2009
- Oggetti sommersi non identificati, Olimpia, Firenze 2003
- Spazio I segreti e gli inganni, Olimpia, Firenze 2003
- Strutture artificiali extraterrestri, Olimpia, Firenze 2004
- Dei dallo spazio, Oscar Mondadori, Milano 2004
- Italia esoterica (con Enrico Baccarini), Olimpia, Firenze 2004 (tradotto e pubblicato all'estero in Brasile)
- La guerra di due mondi, Olimpia, Firenze 2005
- La capitale esoterica, Oscar Mondadori, Milano 2005
- Fantacinema: effetto UFO, Olimpia, Firenze 2006
- UFO: il fattore contatto, Oscar Mondadori, Milano 2008
- Stradario magico-insolito di Firenze (con Luigi Pruneti), Le Lettere, Firenze 2008
- Alieni: un incontro annunciato, Oscar Mondadori, Milano 2009
- Luci nel cielo – Italia e UFO: le prove che il Duce sapeva (con Alfredo Lissoni), Oscar Mondadori, Milano 2011
- UFO. Oltre il contatto. Prospettive e scenari di un incontro epocale, Oscar Mondadori, Milano 2013
- UFO ed extraterrestri, De Vecchi – Giunti, Firenze 2011, De Vecchi 2014
- La Toscana tra occulto e paranormale, Le Lettere, Firenze 2015
- Siamo extraterrestri, De Vecchi 2015
- Vimana Gli UFO dell'antichità, Uno editori 2016
- UFO e Vaticano. La Chiesa e la vita extraterrestre, Mondadori, 2016
- Tra occhio e obiettivo, Peruzzo Editoriale 2017
- I signori del mondo, Verdechiaro Edizioni e Nexus Edizioni, 2018
- Controstoria dell'astronautica, Edizioni FCOIAA 2018
- Roberto Pinotti, Ufo la verità negata, Rimini, Vallecchi-Firenze, 2021, ISBN 9788882521172.

### Documentari
- 2008 – Lorenzo Pecchioni, UFO a Firenze, DVD Mediaframe.
- 2019 – Lorenzo Andreaggi, Quando gli Dei crearono l'uomo, DVD Uno Editori, ISBN 9788833800110.